# Гај (Липик)
Гај је насељено место у саставу града Липика, у западној Славонији, Република Хрватска.

## Историја
До нове територијалне организације у Хрватској, налазило се у саставу бивше велике општине Пакрац.

## Становништво
На попису становништва 2011. године, Гај је имао 324 становника.

## Попис 1991.
На попису становништва 1991. године, насељено место Гај је имало 362 становника, следећег националног састава:
| Попис 1991.‍  | Попис 1991.‍  | Попис 1991.‍ | Попис 1991.‍ | Попис 1991.‍ |
| ------------ | ------------ | ----------- | ----------- | ----------- |
|              |              |             |             |             |
| Хрвати       | Хрвати       |             | 280         | 77,34%      |
| Мађари       | Мађари       |             | 26          | 7,18%       |
| Срби         | Срби         |             | 23          | 6,35%       |
| Словаци      | Словаци      |             | 9           | 2,48%       |
| Чеси         | Чеси         |             | 4           | 1,10%       |
| Италијани    | Италијани    |             | 1           | 0,27%       |
| Муслимани    | Муслимани    |             | 1           | 0,27%       |
| неопредељени | неопредељени |             | 9           | 2,48%       |
| непознато    | непознато    |             | 9           | 2,48%       |
| укупно: 362  |              |             |             |             |